# تیسکا چوپرا
تیسکا چوپرا (انگلیسی: Tisca Chopra؛ زادهٔ ۱ نوامبر ۱۹۷۳) هنرپیشه اهل کشور هند است. از فیلم‌هایی که وی در آن نقش داشته‌است می‌توان به ستاره‌های روی زمین اشاره کرد.

## فیلم‌شناسی
فهرست برخی از فیلم‌هایی که تیسکا چوپرا در آنها به ایفای نقش پرداخته‌است:
- ستاره‌های روی زمین
- اوه خدای من!
- سکو
- دل هنوز بچه است
- ۴۰۴
- قصه
- فراق
- سردار جبار سینگ
- ای‌بی‌سی‌دی ۲
- مرد خوش‌شانس
- شاد زندگی کن
- قتل مبارک
- مجازات قهرمان